# Cameron Saaiman
Cameron Saaiman (Pretoria, 20 de diciembre de 2000) es un artista marcial mixto sudafricano que actualmente compite en la categoría de peso gallo de Ultimate Fighting Championship (UFC).

## Primeros años
Saaiman nació el 20 de diciembre de 2000, en Pretoria, Sudáfrica. Comenzó a entrenar kickboxing y artes marciales mixtas a los 12 años de edad. Saaiman fue campeón sudafricano de kickboxing K-1 antes de enfocarse en MMA. Su apodo MSP, significa "Most Savage Player (El Jugador Más Salvaje)" y le fue dado por su entrenador.

## Carrera de artes marciales mixtas

### Carrera temprana
Saaiman ganó sus primeras cinco peleas de MMA en la promoción sudafricana Extreme Fighting Championship (EFC). En su quinta pelea, Saaiman derrotó por a Sindile Manengela por decisión unánime para ganar el Campeonato de Peso Gallo de EFC.
El 23 de agosto de 2022, Saaiman enfrentó a Josh Wang-Kim el 23 de agosto de 2022, en Dana White's Contender Series 51. Saaiman ganó la pelea por KO en el tercer asalto y recibió un contrato con UFC.

### Ultimate Fighting Championship
Saaiman estaba programado para hacer su debut en la promoción contra Ronnie Lawrence el 10 de diciembre de 2022, en UFC 282. Sin embargo, Lawrence se retiró de la pelea y fue reemplazado por Steven Koslow. Saaiman ganó la pelea por TKO en el tercer asalto. Esta victoria lo hizo merecedor de su primer premio de Actuación de la Noche.
Saaiman enfrentó a Leomana Martinez el 4 de marzo de 2023, en UFC 285. Se le dedujo un punto en el segundo asalto por un golpe. Ganó la pelea por decisión mayoritaria.
Saaiman enfrentó a Terrence Mitchell el 8 de julio de 2023, en UFC 290. Ganó la pelea pro TKO en el primer asalto.
La pelea entre Saaiman y Rodriguez fue reprogramada para el 14 de octubre de 2023, en UFC Fight Night 230. En el pesaje, Rodriguez pesó 140 libras, cuatro libras sobre el límite de peso gallo. La pelea continuó en un peso pactado con Rodriguez siendo multado con un porcentaje de su bolsa, que fue hacía Saaiman. Saaiman perdió la pelea por decisión unánime.
Saaiman enfrentó a Payton Talbott el 23 de marzo de 2024, en UFC on ESPN 53. Perdió la pelea por nocaut técnico en el segundo asalto.

## Campeonatos y logros

### Artes marciales mxitas
- Ultimate Fighting Championship
  - Actuación de la Noche (Una vez) vs. Steven Koslow[7]

- Extreme Fighting Championship
  - Campeonato de Peso Gallo de EFC (Una vez)

## Récord en artes marciales mixtas
| Récord profesional | Récord profesional | Récord profesional |
| 11 peleas          | 9 victorias        | 2 derrota          |
| ------------------ | ------------------ | ------------------ |
| Nocaut             | 6                  | 1                  |
| Sumisión           | 1                  | 0                  |
| Decisión           | 2                  | 1                  |

| Resultado | Récord | Oponente            | Método                      | Evento                              | Fecha                   | Ronda | Tiempo | Localización      | Notas                                                      |
| --------- | ------ | ------------------- | --------------------------- | ----------------------------------- | ----------------------- | ----- | ------ | ----------------- | ---------------------------------------------------------- |
| Derrota   | 9–2    | Payton Talbott      | TKO (golpes)                | UFC on ESPN: Ribas vs. Namajunas    | 23 de marzo de 2024     | 2     | 0:21   | Las Vegas, Nevada |                                                            |
| Derrota   | 9–1    | Christian Rodriguez | Decisión (unánime)          | UFC Fight Night: Yusuff vs. Barboza | 14 de octubre de 2023   | 3     | 5:00   | Las Vegas, Nevada | Pelea en peso pactado (140 lbs); Rodriguez no dio el peso. |
| Victoria  | 9–0    | Terrence Mitchell   | TKO (golpes)                | UFC 290                             | 8 de julio de 2023      | 1     | 3:10   | Las Vegas, Nevada |                                                            |
| Victoria  | 8–0    | Leomana Martinez    | Decisión (mayoritaria)      | UFC 285                             | 4 de marzo de 2023      | 3     | 5:00   | Las Vegas, Nevada |                                                            |
| Victoria  | 7–0    | Steven Koslow       | TKO (rodillazos y golpes)   | UFC 282                             | 10 de diciembre de 2023 | 3     | 4:13   | Las Vegas, Nevada | Actuación de la Noche.                                     |
| Victoria  | 6–0    | Josh Wang-Kim       | KO (puñetazo)               | Dana White's Contender Series 51    | 23 de agosto de 2022    | 3     | 2:52   | Las Vegas, Nevada |                                                            |
| Victoria  | 5–0    | Sindile Manengela   | Decisión (unánime)          | EFC Worldwide 94                    | 4 de junio de 2022      | 3     | 5:00   | Johannesburgo     | Ganó el Campeonato de Peso Gallo de EFC.                   |
| Victoria  | 4–0    | Roevan De Beer      | TKO (golpes)                | EFC Worldwide 92                    | 5 de marzo de 2022      | 1     |        | Johannesburgo     |                                                            |
| Victoria  | 3–0    | Billy Oosthuizen    | Sumisión (rear-naked choke) | EFC Worldwide 85                    | 8 de mayo de 2021       | 2     | 2:05   | Johannesburgo     |                                                            |
| Victoria  | 2–0    | Zwelibanzi Ngema    | TKO (golpes)                | EFC Worldwide 84                    | 14 de marzo de 2020     | 2     | 3:29   | Pretoria          |                                                            |
| Victoria  | 1–0    | Corne Blom          | TKO (golpes)                | EFC Worldwide 83                    | 14 de diciembre de 2019 | 1     | 1:25   | Pretoria          | Debut en peso gallo.                                       |